# Rubia florida
Rubia florida är en måreväxtart som beskrevs av Pierre Edmond Boissier. Rubia florida ingår i släktet krappar, och familjen måreväxter. Inga underarter finns listade i Catalogue of Life.